# مارك والدن
مارك والدن (بالإنجليزية: Mark Walden)‏ هو كاتب بريطاني، ولد في 3 أكتوبر 1972.

## وصلات خارجية
- الموقع الرسمي